# Liste der Nummer-eins-Hits in Portugal (2005)
Diese Liste enthält alle Nummer-eins-Hits in Portugal im Jahr 2005. Es gab in diesem Jahr 18 Nummer-eins-Singles (bis zum 19. August) und 16 Nummer-eins-Alben.
| Singles | Alben |
| --- | --- |
| - Band Aid 20 – Do They Know It's Christmas? - 3 Wochen (18. Dezember 2004 – 7. Januar 2005) - Xutos & Pontapés – Ai se ele cai - 2 Wochen (8. Januar – 21. Januar, insgesamt 3 Wochen; → 2004) - Kylie Minogue – I Believe in You - 1 Woche (22. Januar – 28. Januar) - Jorge Palma – Norte - 1 Woche (29. Januar – 4. Februar, insgesamt 2 Wochen) - Blue – Get Down on It - 1 Woche (5. Februar – 11. Februar) - The Chemical Brothers – Galvanize - 1 Woche (12. Februar – 18. Februar) - Jorge Palma – Norte - 1 Woche (19. Februar – 25. Februar, insgesamt 2 Wochen) - Jennifer Lopez – Get Right - 1 Woche (26. Februar – 4. März, insgesamt 2 Wochen) - U2 – Sometimes You Can’t Make It on Your Own - 4 Wochen (5. März – 1. April) - Moby – Lift Me up - 1 Woche (2. April – 8. April) - Jennifer Lopez – Get Right - 1 Woche (9. April – 15. April, insgesamt 2 Wochen) - António Variações – Sempre ausente - 3 Wochen (16. April – 6. Mai) - Kylie Minogue – Giving You up - 1 Woche (7. Mai – 13. Mai) - Adriana Calcanhotto – Linyo De Baiyo - 1 Woche (14. Mai – 20. Mai) - Gorillaz – Feel Good Inc. - 2 Wochen (21. Mai – 3. Juni, insgesamt 4 Wochen) - Shakira – La Tortura - 5 Wochen (4. Juni – 8. Juli) - U2 – City of Blinded Lights - 1 Woche (9. Juli – 15. Juli) - Jennifer Lopez – Hold You Down - 1 Woche (16. Juli – 22. Juli) - Gorillaz – Feel Good Inc. - 2 Wochen (23. Juli – 5. August, insgesamt 4 Wochen) - James Blunt – You’re Beautiful - 1 Woche (6. August – 12. August) - Audio Bullys & Nancy Sinatra – Shot You Down - 1 Woche (13. August – 19. August) - Ab dem 20. August 2005 liegen keine Hitparadennotierungen vor. Erst ab 2016 sind wieder offizielle Daten zu Singlecharts verfügbar. | - Seal – Best 1991–2004 - 5 Wochen (1. Januar – 4. Februar, insgesamt 6 Wochen; → 2004) - Humanos – Humanos - 2 Wochen (5. Februar – 18. Februar, insgesamt 3 Wochen; → 2004) - Keane – Hopes and Fears - 4 Wochen (19. Februar – 18. März) - Roberto Carlos – Pra sempre - 1 Woche (19. März – 25. März) - Blasted Mechanism – Avatara - 1 Woche (26. März – 1. April) - Escolinha de Música – Escolinha de música - 3 Wochen (2. April – 22. April) - Mariza – Transparente - 3 Wochen (23. April – 13. Mai) - D’ZRT – D’ZRT - 4 Wochen (14. Mai – 10. Juni, insgesamt 21 Wochen) - Coldplay – X&Y - 1 Woche (11. Juni – 17. Juni) - D’ZRT – D’ZRT - 17 Wochen (18. Juni – 16. Oktober, insgesamt 21 Wochen) - Depeche Mode – Playing the Angel - 1 Woche (17. Oktober – 23. Oktober) - David Fonseca – Our Hearts Will Beat As One - 1 Woche (24. Oktober – 30. Oktober) - Robbie Williams – Intensive Care - 2 Wochen (31. Oktober – 13. November) - Madonna – Confessions on a Dance Floor - 3 Wochen (14. November – 4. Dezember) - Rui Veloso – A espuma das canções - 1 Woche (5. Dezember – 11. Dezember) - Il Divo – Ancora - 1 Woche (12. Dezember – 18. Dezember, insgesamt 8 Wochen; → 2006) - D’ZRT – Ao vivo no Coliseus - 2 Wochen (19. Dezember 2005 – 1. Januar 2006) |